# Огоновский, Любомир Петрович
Любомир Петрович Огоновский (укр. Любомир Огоновський;  25 июня 1891 — 6 ноября 1955) — украинский военный деятель, сотник УГА. Племянник премьера ЗУНР Константина Левицкого и академика Польской академии знаний Емельяна Огоновского.

## Биография
Родился 25 июня 1891 в городе Нижнев (теперь Тлумацкого района Ивано-Франковской области). Сын учителя Петра и Марии (урождённая Левицкая) Огоновских. Окончил гимназию во Львове, впоследствии университет. Семья Огоновских проживала некоторое время перед образованием ЗУНР на 1-м этаже здания страхового общества «Днестр» во Львове.
Во время Первой мировой войны служил в пятьдесят восьмом Станиславском полку пехоты армии Австро-Венгрии, имел звание четаря и воевал на разных фронтах. В конце войны был направлен на службу в военной полиции Львова, в связи с ранением.
В 1918 году один из организаторов Центрального Военного Комитета, участвовал в подготовке плана восстания во Львове в составе группы из 3 участников — он сам, Петр Бубела и Дмитрий Палиив. По воспоминаниям жены Огоновского, был инициатором создания комитета
Во время Ноябрьского восстания командовал разоружением военной полиции Львова. В Украинской Галицкой Армии был комендантом жандармерии 3-го корпуса.
С августа 1941 комендант украинской вспомогательной полиции в г. Львове, позже комиссар 5-го комиссариата. Как и вся львовская милиция, включен в дивизию СС «Галичина». В марте 1945 года тяжело ранен в боях под Веной.
После окончания Второй Мировой войны находился в эмиграции.
Умер 6 ноября 1955 в Филадельфии, США.